# San Miguel Totolapan (municipalité)
Cet article concerne la municipalité. Pour la ville, voir San Miguel Totolapan.
San Miguel Totolapan est une des municipalités du Guerrero, dans le sud-ouest du Mexique.
Le siège municipal se trouve à San Miguel Totolapan (en).